# Albericus Londoniensis

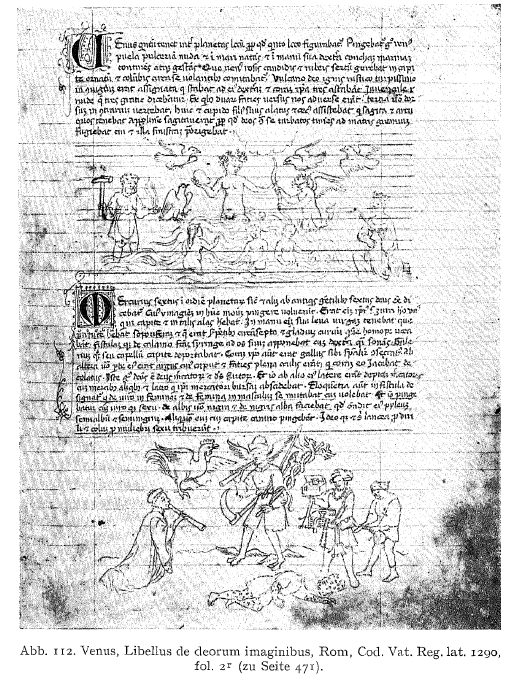
Manuskript mit Illustrationen

Albericus Londoniensis (auch 'Lundoniensis', oft mit Zusatz Magister), oder Alberic of London, auch Albricus bzw. Poetarius Albrici war ein englischsprachiger Mönch, der schon im 12. Jahrhundert erwähnt wird und als dritter vatikanischer Mythologe (lat. Mythographus Vaticanus tertius) eine in Latein verfasste Anleitung mit Bildbeschreibungen zu 23 heidnischen Götterdarstellungen, wie z. B. Anweisungen zur Darstellung der Venus, schrieb. Das literarische Werk nennt sich „libellus (=lat. Büchlein, kleine Schrift) de deorum imaginibus“, die illustrierte Handschrift entstand in Oberitalien um 1420. Sie liegt unter der Signatur "Codex Vaticanus Reg. lat.1290, " in der Vatikanischen Bibliothek. Die Schrift beinhaltet Darstellungsformen aus der Mythologie und Anweisungen, die für Maler und Astrologen gleichermaßen interessant sind. Es wurde in über 40 Manuskripten weitergeschrieben und gilt innerhalb der Kunstgeschichte als Quelle für die Malerei. Die Darstellungsweisen der olympischen Götter des Albericus lebten weiter in den französischen Buchillustrationen des 15. und 16. Jahrhunderts. Ein Druck von 1520 der dem Dichter zugeschriebenen Allegoriae Poeticae (über Allegorien) aus der Bibliothek der Karmeliten befindet sich in der Regensburger Staatsbibliothek. Der Libellus wurde zu Beginn des 16. Jahrhunderts ebenfalls im Druck veröffentlicht.